# Ferdinand Andri

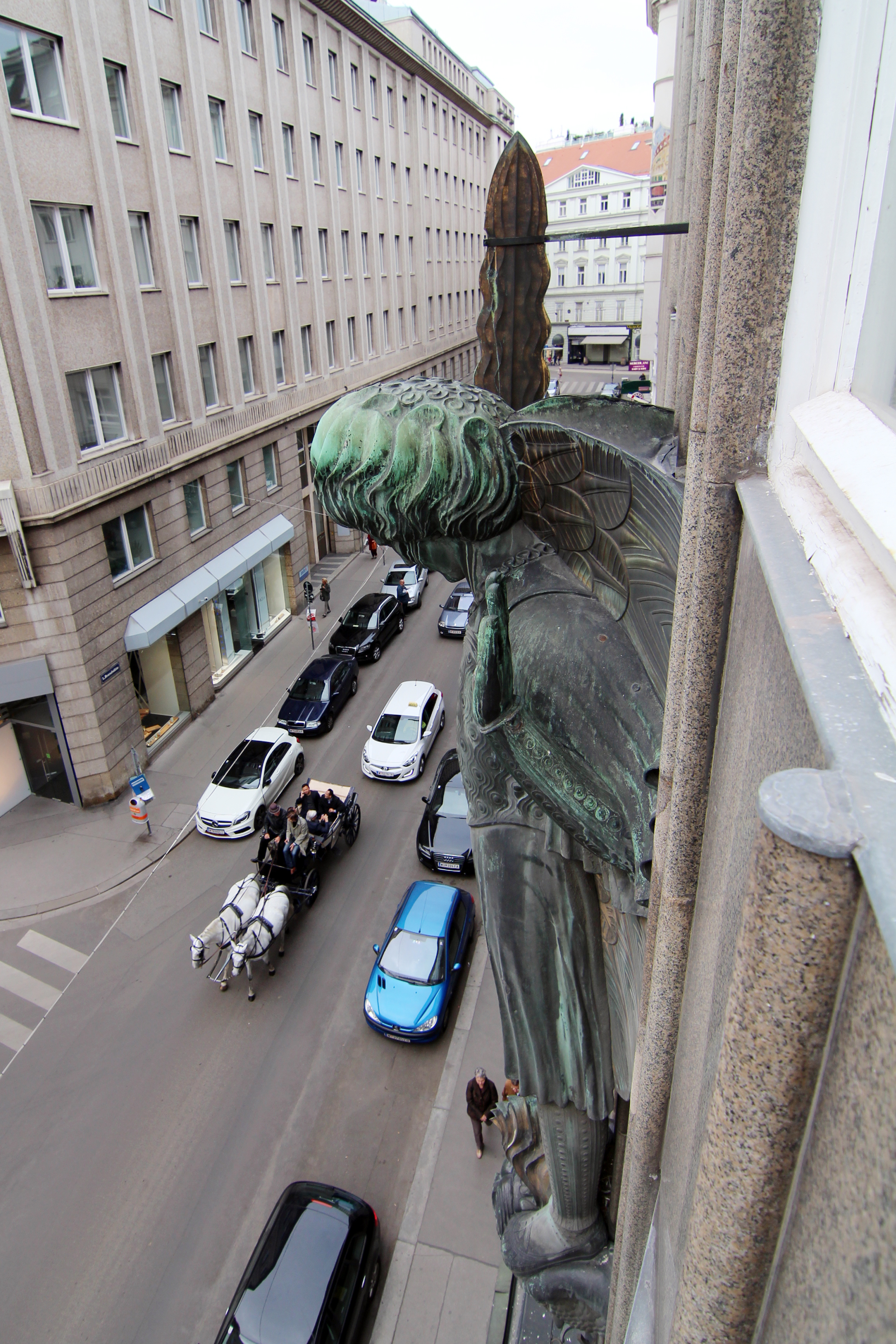
Ferdinand Andri: Erzengel Michael an der Fassade des Zacherlhauses in Wien 1., Brandstätte 6, 1903–1905

Ferdinand Andri (* 1. März 1871 in Waidhofen an der Ybbs, Österreich-Ungarn; † 19. Mai 1956 in Wien) war ein österreichischer Maler und Grafiker.

## Leben
Ferdinand Andri wurde als Sohn eines Vergolders geboren. Er machte von 1884 bis 1886 eine Lehre beim Holzschnitzer und Altarbauer Johann Kepplinger in Ottensheim bei Linz. Er besuchte die Staatsgewerbeschule in Innsbruck. Dann studierte er von 1886 bis 1893 an der Akademie der bildenden Künste Wien bei Julius Victor Berger, Eduard von Lichtenfels und August Eisenmenger. Von 1892 bis 1894 besuchte er die Großherzogliche Kunstschule bei Caspar Ritter und Claus Meyer. Er unternahm Studienreisen nach Italien, Frankreich, England und Nordamerika.
1897 heiratete er die um acht Jahre ältere Malerin Charlotte Hampel (1863–1945).
Von 1899 bis 1909 war Andri Mitglied der Wiener Secession und  1905/06 deren Präsident. In dieser Zeit arbeitete er an der Jugendstil-Zeitschrift Ver Sacrum mit. Als er 1912 dem Deutschen Werkbund beitrat, galt er bereits als arrivierter Landschafts-, Genre- und Porträtmaler und hatte auch als Lithograf und Bildhauer allgemeine Anerkennung gefunden. Trotzdem wurde er 1914, als man ihn als Lehrer für die Wiener Akademie vorschlug, von Erzherzog Franz Ferdinand, der für moderne Kunstströmungen nichts übrig hatte, abgelehnt.
Im zweiten Jahr des Ersten Weltkriegs, 1915, reichte Andri ein Gesuch auf Aufnahme als Kriegsmaler im k.u.k. Kriegspressequartier ein, dem per 13. September 1915 stattgegeben wurde. Zunächst wurde er nach Belgrad entsandt, wo er den November und Dezember 1915 malend verbrachte. 1916 bereiste er als künstlerischer Berichterstatter die Bucht von Cattaro, anschließend Montenegro und danach Albanien. Im gleichen Jahr kam er als Kriegsmaler ins Ortlergebiet, und auch in den Dolomiten hielt er zahlreiche Eindrücke fest. Als er 1918 beim 10. Armeekommando der k.u.k. Armee in Tirol stationiert war, nahm er die Gelegenheit wahr, Porträtstudien von Teilnehmern eines Bergführerkurses auf der Regensburger Hütte zu machen. Auch einige Plakatentwürfe zugunsten des Kinderhilfswerks, der Kriegsinvalidenstiftung und für Kriegsausstellungen, bei denen ihm seine Erfahrungswerte als Grafiker der Wiener Secession zugutekamen, entstanden in dieser Zeit. 1918, bei Kriegsende, zog Andri nach St. Pölten, zugleich erhielt er einen Lehrauftrag an der Wiener Akademie, wo er bis 1939 unterrichtete.
An der Wiener Akademie leitete er von 1923 bis 1929 eine Meisterschule bzw. von 1929 bis 1939 eine systemisierte Meisterschule. 1923–26 und 1931–33 war Andri Prorektor und illegaler Nationalsozialist. Er wurde unmittelbar nach dem Anschluss Österreichs an das Deutsche Reich einer der drei kommissarischen Leiter der Akademie, die für die folgenden politischen Säuberungen verantwortlich waren. Am 27. Juni 1938 beantragte er die Aufnahme in die NSDAP und wurde rückwirkend zum 1. Mai desselben Jahres aufgenommen (Mitgliedsnummer 6.255.574). 1939 wurde er in den Ruhestand versetzt und war seit diesem Jahr Mitglied des Künstlerhauses in Wien. Von 1939 bis 1945 leitete Andri eine Meisterschule für Freskomalerei an der Akademie. Andri wurde auf der sogenannten Gottbegnadeten-Liste von Joseph Goebbels als wichtiger Maler des dritten Reiches aufgeführt. Andri war Fachberater für Musik im nationalsozialistischen Deutschen Kulturbund. Auch war er Mitbegründer des Österreichischen Werkbundes, der auf die Wiederbelebung des handwerklichen Könnens ausgerichtet war.
Im Jahre 1950 übergab Ferdinand Andri alle noch in seinem Besitz befindlichen Werke der Stadt St. Pölten, welche ein Ferdinand-Andri-Museum (heute Teil des Stadtmuseums) einrichtete. 1956 starb der Künstler in Wien und wurde in St. Pölten bestattet.

## Auszeichnungen
- 1890 Lampi-Preis der Akademie der bildenden Künste Wien[1]
- 1941 Ehrenring der Stadt Wien
- 1941 Goethe-Medaille für Kunst und Wissenschaft
- 1944 Ferdinand-Georg-Waldmüller-Preis der Stadt Wien
- 1951 Goldener Lorbeer des Künstlerhauses.

## Werke (Auswahl)
Die Werke Ferdinand Andris sind von traditionellen bäuerlichen und religiösen Motiven geprägt, die er dekorativ und farbenfroh gestaltete. Darüber hinaus verfertigte er auch zahlreiche Porträts. Sein besonderes Bemühen galt der Freskomalerei und damit verbunden auch einer Erneuerung der kirchlichen Kunst, für die er auch auf Holzplastik und Mosaik zurückgriff.
- Porträt Moriz Gallia, 1901
- Slovaken, 1902 ausgestellt auf der Deutsch-Nationalen Kunstausstellung im Ausstellungspalast Düsseldorf[10]
- Mosaike über dem Hochaltar und Taufbecken mit der Halbfigur von Johannes dem Täufer aus vergoldetem Holz, 1903, Heilig-Geist-Kirche in Wien auf der Schmelz (Wien)
- Statue des Erzengels Michael aus getriebenem Metall, 1903–1905, Zacherlhaus in Wien
- Apostelbilder, 1908, Neuottakringer Kirche in Wien
- Gemälde für den Messepalast
- Porträt der Gattin des Künstlers, Charlotte Andri-Hampel (St. Pölten, Niederösterreichisches Landesmuseum, Inv. Nr. A 24/79), 1911, Öl auf Leinwand, 40,3 × 40,3 cm
- Almwiese (Wien, Leopold Museum, Inv. Nr. 383), 1913, Öl auf Leinwand
- Ferdinandshöhe – Gebirgslandschaft (Wien, Leopold Museum, Inv. Nr. 569), 1916, Öl auf Karton
- Der Handgranatenwerfer (Wien, Heeresgeschichtliches Museum), 1918, Tempera auf Leinwand, 253 × 179 cm
- Der Engel erweckt die Toten auf dem Schlachtfeld (Heeresgeschichtliches Museum), Öl auf Karton, 35,5 × 48 cm
- Gefangene Serben vor dem Abtransport (Heeresgeschichtliches Museum), Farbkreide auf Karton[11]
- Illustrationen zu August Kopisch Gedichte, Gerlach & Wiedling, Wien – Leipzig

Gemälde Ferdinand Andris befinden sich vor allem in Museen in Wien und Niederösterreich. Ein größerer Bestand befindet sich in den Sammlungen des Wiener Heeresgeschichtlichen Museums.